# Kolej obwodowa w Łodzi
Łódzka kolej obwodowa – powstała w XX wieku linia kolejowa, stanowiąca ring, okrążający centrum Łodzi. W chwili powstania była jedną z nielicznych na lewym brzegu Wisły linii szerokotorowych. Obsługę większości linii zapewnia Łódzka Kolej Aglomeracyjna, a na części kursują pociągi PR oraz PKP Intercity.

## Historia linii
Budowa linii planowana była od lat 80. XIX wieku. Plany te, autorstwa Stanisława Weisblatta, przewidywały budowę linii południowej wraz z dochodzącymi bocznicami, oraz linii północnej z Widzewa przez Bałuty, Radogoszcz do fabryki Poznańskiego w północnej części miasta. Ostatecznie linia południowa o rozstawie torów 1520 mm, zbudowana przez Drogę Żelazną Fabryczno-Łódzką, powstała w 1903 roku bez bocznic, a fabryka Poznańskiego otrzymała w 1905 bocznicę wychodzącą ze stacji Łódź Kaliska (obecnie Łódź Karolew). W okresie I wojny światowej Niemcy dokonali przekucia tego odcinka na tor normalny. Planowy ruch na torze szerokim rozpoczął się 13 czerwca 1903, a po towarzyszącym mu torze 1435 mm do Łodzi Kaliskiej 30 kwietnia 1903. Wschodni odcinek Łódź Widzew – Zgierz powstał w okresie międzywojennym, jednakże bez planowanych stacji Marysin i Radogoszcz. Tymczasowy ruch uruchomiono od 15 października 1926. W 1928 w połowie tego odcinka zbudowano mijankę, którą w 1937 zaczęto przebudowywać na stację towarową. Oficjalne otwarcie nastąpiło 15 listopada 1931.
Otwarcie odcinka linii z Dworca Kaliskiego do stacji Łódź Andrzejów w ciągu linii kolejowej nr 25 nastąpiło podczas II wojny światowej przez Zarząd Kolei Rzeszy, w związku z budową stacji rozrządowej Łódź Olechów. Elektryfikację odcinka Łódź Kaliska – Bedoń zakończono 21 stycznia 1958 roku. 23 grudnia 1969 na odcinku Łódź Widzew – Zgierz oddano do użytku sieć trakcyjną, kończąc elektryfikację węzła łódzkiego. Uruchomione kilka lat później pociągi pasażerskie nie cieszyły się jednak popularnością i zostały szybko zawieszone. Dopiero po kilkudziesięciu latach na odcinek ten wróciły najpierw pociągi dalekobieżne, a po powstaniu ŁKA – osobowe.
Linia obwodowa na odcinku Łódź Widzew – Łódź Kaliska została zelektryfikowana 25 stycznia 1958, a Łódź Kaliska – Zgierz 29 listopada 1965.

## Przebieg linii
Kolej obwodowa rozpoczyna swój bieg na stacji Zgierz i biegnie w ciągu obecnych: linii kolejowej nr 15 na odcinku Zgierz i linii kolejowej nr 25, z odgałęzieniem do stacji Łódź Widzew poprzez linię kolejową nr 540 na stacji Łódź Chojny.

## Ważniejsze stacje, przystanki i posterunki ruchu

### Historyczny przebieg linii obwodowej
- Zgierz – czterokierunkowy węzeł kolejowy – stacja początkowa
- Łódź Radogoszcz Zachód – przystanek osobowy otwarty w ramach budowy systemu ŁKA[10]
- Łódź Żabieniec – stacja towarowa i przystanek osobowy
- Łódź Kaliska – trzykierunkowy węzeł kolejowy, stacja początkowa
- Łódź Kaliska Towarowa – historyczna stacja pasażerska, obecnie nieczynna
- Łódź Pabianicka – przystanek osobowy otwarty w ramach budowy systemu ŁKA[10]
- Łódź Chojny – stacja węzłowa skąd odłącza się linia kolejowa nr 540 do stacji Łódź Widzew[11]
- Łódź Dąbrowa – przystanek osobowy otwarty w ramach budowy systemu ŁKA[10]
- Łódź Widzew – końcowa stacja kolejowa

### Nowy przebieg wybudowany w 1941 przez DRG[12]
- Łódź Chojny – stacja węzłowa skąd odłącza się linia kolejowa nr 540 do stacji Łódź Widzew[11]
- Łódź Olechów Wiadukt – przystanek osobowy i służbowy przy stacji Łódź Olechów
- Łódź Olechów Zachód – przystanek osobowy i służbowy przy stacji Łódź Olechów
- Łódź Olechów Wschód – przystanek osobowy i służbowy przy stacji Łódź Olechów
- Łódź Olechów – wielka stacja rozrządowa, podzielona na 3 okręgi stacyjne, połączona linią kolejową nr 541 ze stacją Łódź Widzew
- Łódź Andrzejów Szosa – przystanek osobowy położony przy linii kolejowej nr 541
- Łódź Andrzejów – przystanek osobowy i posterunek bocznicowy, gdzie kolej obwodowa biegnie równolegle z linią kolejową nr 17